# Holsnøy
Holsnøy est une île norvégienne dans le comté de Hordaland. Elle fait partie du territoire de l'ancienne commune de Meland, aujourd'hui rattachée à Alver (en).

## Géographie
Rocheuse et couverte d'arbres, elle s'étend sur environ 20,468 km de longueur pour une largeur approximative de 7,404 km. Elle comporte une vingtaine de villages dont le plus important est Frekhaug et plusieurs routes.